# Centre de la Résistance, de la Déportation et de la Mémoire
Pour les articles homonymes, voir Musée de la Résistance et de la Déportation.

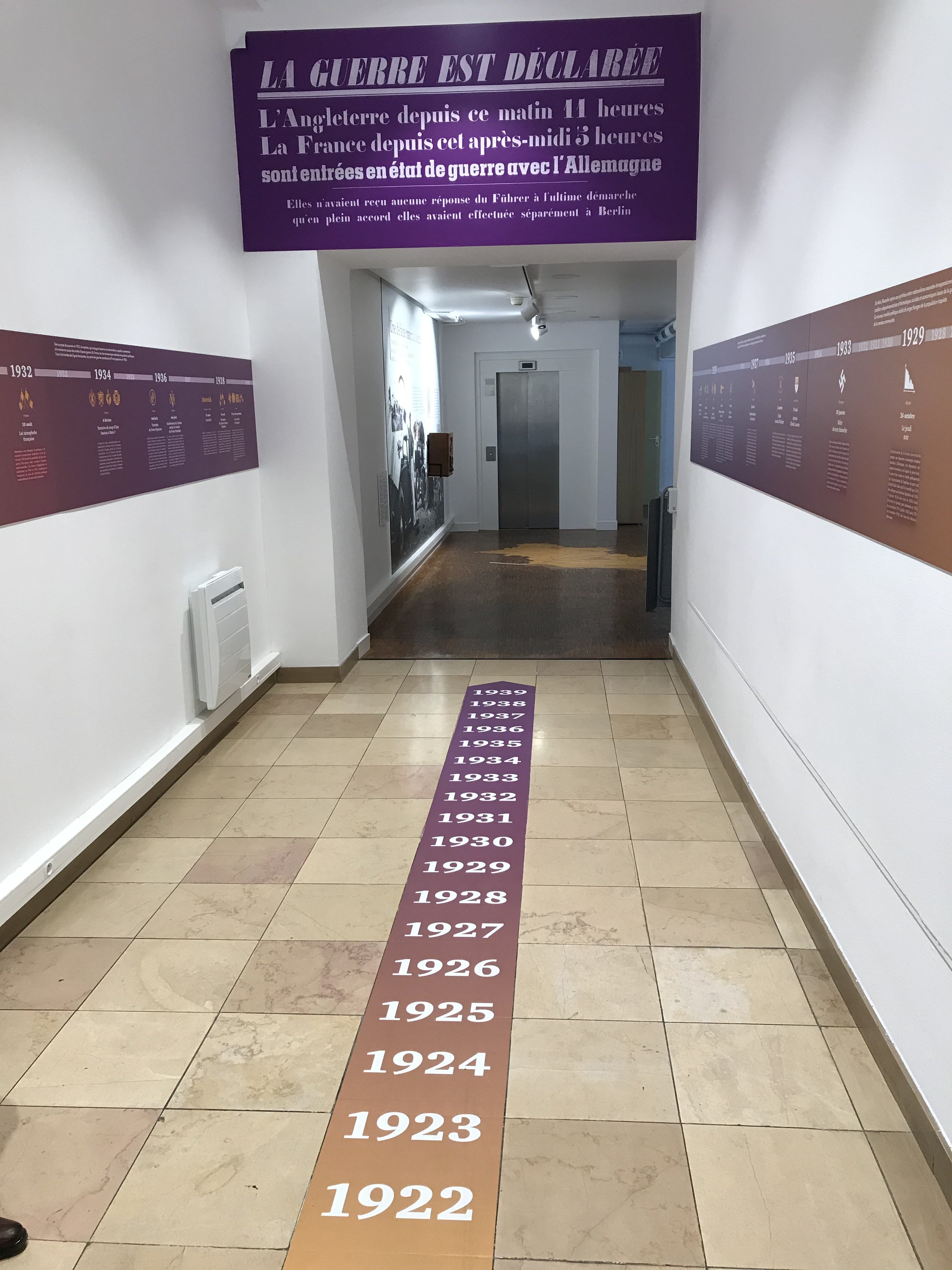
Entrée du CRDM

Le Centre de la Résistance, de la Déportation et de la Mémoire (CRDM) est situé au 6, place Victor-Hugo, à Blois.

## Caractéristiques
Ouvert en septembre 2019, il fait suite au musée de la Résistance, de la déportation et de la Libération en Loir-en-Cher fondé en 1995 à l’initiative d’anciens déportés et résistants de Loir-et-Cher,. Le Centre est géré par la ville de Blois. L'objectif de la nouvelle muséographie, dans cet espace inauguré le 9 novembre 2019, est d'attirer les groupes scolaires et les touristes.
L'épouse de l'ancien résistant Stéphane Hessel, Christiane Hessel, est présente pour l'inauguration,. Ils étaient tous deux proches de l'ancien maire de Blois et résistant Pierre Sudreau (membre du Réseau Brutus), qui avait rencontré Stéphane Hessel à Buchenwald.
L'espace, d'une superficie de 225 m2, présente une collection de 180 objets liés à l'histoire de la résistance locale,.